# Desmometopa floridensis
Desmometopa floridensis är en tvåvingeart som beskrevs av Curtis W. Sabrosky 1983. Desmometopa floridensis ingår i släktet Desmometopa och familjen sprickflugor.
Artens utbredningsområde är Florida. Inga underarter finns listade i Catalogue of Life.